# البرت شاخوف
البرت شاخوف (اوکراینی: Альберт Георгійович Шахов؛ زادهٔ ۵ اکتبر ۱۹۷۵) بازیکن فوتبال اهل اوکراین است.
از باشگاه‌هایی که در آن بازی کرده‌است می‌توان به باشگاه فوتبال اسپارتاک ایوانو-فرانکیفسک اشاره کرد.